# 2004 en littérature
| Années de la littérature : 2001 - 2002 - 2003 - 2004 - 2005 - 2006 - 2007    |
| Décennies de la littérature : 1970 - 1980 - 1990 - 2000 - 2010 - 2020 - 2030 |

Cet article présente les faits marquants de l'année 2004 en littérature.

## Événements
- 3 novembre 2004 : Héloïse d'Ormesson, éditrice française, crée la maison d'édition à son nom : les éditions Héloïse d'Ormesson.
- Au Canada francophone, la collection « Poètes de brousse » des Éditions des Intouchables s'autonomise et devient la maison d'édition Poètes de brousse, sous l'impulsion de son fondateur et sa fondatrice Jean-François Poupart et Kim Doré. Elle se donne pour mission de « de faire rayonner des voix nouvelles en poésie contemporaine québécoise. »
- Selon l'institut de Marketing GFK, le marché de la bande dessinée en France a représenté en 2004, quelque 43,3 millions d'exemplaires en progression de 13,8 % sur 2003, soit un huitième de l'édition française. 3 070 livres et albums du monde de la bande dessinée dont 754 mangas ont été publiés. Les mangas ont réalisé le quart des ventes. En conséquence, les retours d'invendus ont été en hausse à 40 %.

## Presse
- Danielle Dumas quitte la rédaction de la revue théâtrale bimensuelle L'Avant-Scène, dont elle était devenue directrice en 1986. La relève est assurée par Olivier Celik et Anne-Claire Boumendil.

## Parutions

### Bande dessinée
1. Baru, L'Enragé (tome 1 et 2), éd. Dupuis, coll. Aire Libre, novembre, 72 pages.
2. Masashi Kishimoto (japonais), Naruto, volumes 9,10,11,12,13,14, éd. Shonen Kana. Mangas.
3. Pierre Seron, Les Petites femmes, tome 4 : Messie, le retour, éd. Joker, 48 pages.
4. Craig Thompson (américain), Blankets, manteau de neige (premier album), traduit par Alain David, éd. Casterman, mars, 582 pages.

### Biographies
1. Aharon Appelfeld, Histoire d'une vie, éd. L'Olivier.
2. Jean Esponde, Mourir aux fleuves barbares : Arthur Rimbaud, une non-biographie, éd. Confluences  (ISBN 2914240538).
3. François Forestier, Howard Hughes, l'homme aux secrets, éd. Michel Lafon.
4. Franz-Olivier Giesbert, L'Américain, éd. Gallimard.
5. Laurent Greilsamer, L'Eclair au front. La vie de René Char, éd. Fayard.
6. Nedim Gürsel (écrivain turc), Au pays des poissons captifs, traduit par Esther Heboyan, éd. Bleu autour.
7. Michel Leydier, Jacques Dutronc, la bio, éd. du Seuil.
8. Rémy Madoui, J'ai été fellagha, officier français et déserteur, éd. Le Seuil.
9. Jean-Pierre Thiollet, Sax, Mule & Co — Marcel Mule ou l'éloquence du son, éd. H & D.

### Essais
1. Olivier Assouly, Les Nourritures nostalgiques, essai sur le mythe du terroir, éd. Actes Sud.
2. Philippe Brenot, Suzanne Képès et Denis Boutant (illustrations), Relaxation et sexualité, éd. Odile Jacob.
3. Cameron Crowe en collaboration avec Karen Lerner, Conversation avec Billy Wilder, traduit par Jean-Pierre Coursodon, éd. Institut Lumière / Actes Sud, 283 pages.
4. Raoul Vaneigem, Pour l'abolition de la société marchande pour une société vivante, éd. Rivages, 136 pages.

#### Éducation
1. Maurice Godelier (anthropologue), Métamorphoses de la parenté, éd. Fayard, 700 pages.

#### Géopolitique
1. Chahdortt Djavann (irano-française), Que pense Allah de l’Europe ?.
2. Pierre Gentelle (sous la direction de), Viviane Alleton, Isabelle Ang et Françoise Aubin, Chine, peuples et civilisations, éd. La Découverte, mars, 219 pages.
3. Jeremy Rifkin, Le Rêve européen (The European Dream), lauréat du prix Corine (meilleur livre économique).
4. Jean-Christophe Rufin, Géopolitique de la faim: Faim et responsabilité, éd. P.U.F.
5. Michel Goya, La Chair et l'Acier : L'Armée française et l'invention de la guerre moderne, 1914-1918, Paris, Tallandier, 2004, 479 p. (ISBN 978-2-84734-163-8)

#### Histoire
1. Yves Bruley (texte choisi), 1905, la séparation des Églises et de l'État.
2. Jean-Louis Brunaux, Anthropologie de la Gaule celtique, éd. Errance.
3. Roger Caratini, Les Grandes Impostures de l'histoire de France, éd. Michel Lafon, novembre, 298 pages.
4. Marie-Agnès Combesque, Martin Luther King. Un homme et son rêve, éd. Le Félin, mars, 368 pages.
5. Federico Galantini,  Napoléon et Sarzane, Les origines italienne des Bonaparte, traduit de l'italien par Bertrand Levergeois, éd. Michel de Maule.
6. André Gueslin, Les Gens de rien. Une histoire de la grande pauvreté dans la France du XXe siècle, éd. Fayard, 457 pages.
7. Annie Jourdan, La Révolution, une exception française ?, éd. Flammarion, 460 pages.
8. Jean-Marie Montbarbut Du Plessis, Histoire de l'Amérique française, éd. Typo, Montréal.
9. Alain Pillepich, Napoléon et les Italiens, éd. Nouveau Monde, coll. La bibliothèque Napoléon, février, 226 pages,  (ISBN 2847360395).
10. Jean-Christophe Saladin, La bataille du grec à la Renaissance, éd. Les Belles-Lettres, 554 p.
11. Mathieu da Vinha, Les Valets de chambre de Louis XIV, éd. Perrin, 520 pages.
12. Patrick Weber, Les Rois de France : Biographie et généalogie de 69 rois de France, éd. J'ai lu, août, 93 pages.

#### Littérature
1. Sylvie Germain, Les Personnages, éd. Gallimard, 110 pages. Comment naissent les personnages du roman.
2. Pierre Grimal, Voyage à Rome, éd. Robert Laffont, coll. Bouquins, 992 pages. Recueil de textes sur la Rome antique et du Moyen Âge.
3. Robert Kopp, Baudelaire. Le Soleil noir de la modernité, éd. Gallimard, coll. Découvertes.

#### Politique
1. Éloge de l'anarchie par deux excentriques chinois. Polémiques du troisième siècle, traduit et présenté par Jean Levi, Éditions de l'Encyclopédie des Nuisances.
2. Philippe Braud, Sociologie Politique, 7e edition, Librairie générale du droit et de la jurisprudence.
3. Chahdortt Djavann (irano-française), Autoportrait de l’autre.
4. John Kenneth Galbraith (économiste américain), Les Mensonges de l'économie, éd. Grasset, 97 pages. La vérité sur l'économie libérale.
5. André Glucksmann, Le Discours de la haine, éd. Plon, 234 pages.
6. Martin Hirsch, Manifeste contre la pauvreté, Oh ! éditions, écrit en collaboration avec l'abbé Pierre.
7. Bjorn Lomborg, L'Écologie sceptique, le véritable état de la planète, traduit de l'anglais par Anne Terre, éd. Le Cherche-Midi, juin, 743 pages.
8. Alain Marty, Ils vont tuer le vin français, INAO, loi Évin, concurrence déloyale: la fin programmée de l'exception française, éd. Ramsay, Paris.
9. Philippe Nemo (philosophe), Qu'est-ce que l'Occident ?, éd. P.U.F..
10. Robert O. Paxton, Le Fascisme en action, éd. Le Seuil.

#### Politique en France
1. Serge Audier, Les Théories de la République, éd. La découverte, 120 pages.
2. Michaël Darmon, Sarko Star, éd. Le Seuil, 400 pages.
3. Élisabeth Guigou (PS), Je vous parle d'Europe, éd. Le Seuil, 329 pages.
4. Christophe Guilluy, Atlas des nouvelles fractures sociales en France, éd. Autrement.
5. Béatrice Gurrey, Le Rebelle et le roi, éd. Albin Michel, 240 pages. Les rapports entre Sarkozy et Chirac.
6. Pierre Moscovici (PS), Les 10 questions qui fâchent les Européens, éd. Perrin, 225 pages.
7. Samuël Tomei, Ferdinand Buisson (1841-1932), protestantisme libéral, foi laïque et radical-socialisme, éd. ANRT, 888 pages.
8. Demain 2021 (entretiens Jean-Claude Martinez et Jean-Pierre Thiollet), éd. Godefroy de Bouillon, 291 pages.

#### Religions
1. Martin Brauen (anthropologue et historien des religions), Mandala - Cercle sacré du bouddhisme tibétain, éd. Favre, 176 pages.
2. Monique Gilbert, Il était plusieurs « foi », pour répondre aux questions des enfants sur les religions, éd. Albin Michel.
3. Gilles Kepel, Fitna. Guerre au cœur de l’islam, éd. Gallimard.
4. sœur Emmanuelle, Vivre, à quoi ça sert ? (paru le 18 février)

### Nouvelles
1. Alain Spiess (1940-2008), Ruine, éd. Gallimard, coll. L'Arpenteur, avril, 120 pages.
2. Edith Wharton (américaine, 1862-1937), Une affaire de charme. Nouvelles, traduit par Jean Pavans, éd. J'ai lu, 158 p. (avril).

### Poésie
1. Bernard Collin, Les Globules de Descartes, Éditions Ivrea.
2. Linda Maria Baros, Le Livre de signes et d’ombres, Éditions Cheyne, 80 pages.
3. Serge Venturini, Le sens de la terre suivi de L'Effeuillée, Aphrodite en trente variations, Éditions Didro, coll. « Caractères mobiles », Paris, 114 pages.

### Publications
1. Jacques Anquetil, Afrique - Les Mains du monde, éd. Solar, 208 pages. Ce livre dresse l'inventaire des techniques et des objets artisanaux africains.
2. Pierre Ballester, David Walsh, L.A. confidentiel. Les secrets de Lance Armstrong, éd. de la Martinière, 374 pages.
3. Jean-Marie Pelt, La Solidarité, éd. Fayard.
4. Jean-Marie Pelt, Les Vertus des plantes, photographie avec Peter Lippmann, éd. Le Chêne.
5. Christophe Tison (journaliste), Il m'aimait. Récit de son enfance saccagée par un oncle pédomane.

#### Architecture
1. William J.R. Curtis, L'Architecture moderne depuis 1900, traduit par Jacques Bosser et Philippe Mothe, éd. Phaidon Press, 740 pages.
2. Atlas de Phaidon, Atlas de l'architecture mondiale contemporaine, éd. Phaidon, novembre, 09 pages, 7 kg, format 35x50 cm, 7000 illustrations, plans et photos, 62 cartes, 1 052 œuvres de 660 architectes de 75 pays du monde entier. Recension de toutes les créations qui comptent dans l'architecture contemporaine depuis 1998.
3. Bruce Brooks Pfeiffer, Frank Lloyd Wright, éd. Taschen, 2004, 100 pages. -architecture
4. Mathilda McQuaid et Frei Otto (préface), Shigeru Ban, traduit par Élisabeth Luc, éd. Phaidon Press, novembre, 240 pages.

#### Photographie
1. Carole Achache (photos), Chantiers en cours, éd. Thierry Magnier, 48 pages[1].
2. Édouard Boubat (photos) et Geneviève Anhoury, Édouard Boubat, Éditions de la Martinière, 368 pages. Ses clichés les plus célèbres.
3. Andrès Figuero (photos) sur des textes de Pablo Neruda, Atacama, Éditions Les Météores, 104 pages et 65 illustrations sur le désert d'Atacama au Chili.
4. Gianni Giansanti (photographe) et Paolo Novaresio (historien), Afrique mystérieuse - Les Peuples oubliés de la vallée de l'Omo - éd. Géo et Solar, 504 pages.
5. Francis Glorieus, Damielle Philippe (photos) et Danielle Malinus (texte), Venise - Les plus beaux costumes du carnaval, Éditions Terre d'images, 200 pages, 150 illustrations.
6. Bruno Le Normand et Gilles Anquetil, Bam, sentinelle de sable, éd. Gallimard, 120 pages quadri.
7. Rémy Marion (reporter-photographe), Pôles, éd. Vilo, coll. Mémoires du monde, 288 pages et plus de 200 illustrations, plus CD d'ambiances sonores.
8. Patrick de Wilde (reporter-photographe), Safaris, éd. Flammarion, 224 pages

#### Sociologie et psychologie
1. Christophe André (psychiatre), Vivre heureux : Psychologie du bonheur, éd. Odile Jacob Poches, septembre, 355 pages,  (ISBN 2738115241).
2. Cécile Delannoy et Jacques Lévine, Au risque de l'adoption : une vie à construire ensemble, éd. La Découverte (2e éd. 2006).
3. Cécile Dollé et Robert Neuburger, Après l'adoption : comment font les parents, éd. Desclée de Brouwer (août), 137 pages,  (ISBN 2220051722).
4. Guillaume Erner (sociologue), Victimes de la mode ? Comment on la crée, pourquoi on la suit, éd. La Découverte (janvier), 236 pages,  (ISBN 2707141623).
5. Serge Hefez (psychiatre), Quand la famille s'emmêle, éd. Hachette, 309 pages.
6. Isabelle Nazare-Aga (psychologue), Les Manipulateurs et l'amour, éd. Les Éditions de l'homme.

### Récits
1. Anne Goscinny, Le Voleur de mère (second roman), éd. Grasset, 168 pages.
2. Douglas Kennedy, Au pays de Dieu, traduit par Bernard Cohen, éd. Belfond, 340 p.. Voyage dans "la ceinture de la bible" (sud des États-Unis).
3. François-Olivier Rousseau, Grand Hôtel du Pacifique, éd. Rocher, janvier, 176 pages.

### Romans publiés en France
Tous les romans parus en 2004

#### Romans d'auteurs francophones
1. François Bon, Daewo, éd. Fayard.
2. Caroline Bongrand, L'Enfant du Bosphore, éd. Robert Laffont, octobre, 458 pages.
3. Denis Bretin, Le Mort-Homme, éd. Le Masque, 286 pages. Dans les tranchées de 14-18.
4. Bernard Comment, Un poisson hors de l'eau.
5. Isabelle Desesquelles, Je me souviens de tout, éd. Julliard.
6. Marc Durin-Valois,  Noir prophète, J.-C. Lattès.
7. Jean Dutourd, Journal intime d'un mort, Plon.
8. Philippe Forest, Sarinagara, éd. Gallimard.
9. Patrick Grainville, La joie d'Aurélie, éd. du Seuil.
10. Cathrine Guennec, La Modiste de la reine, éd. Lattès, 250 pages.
11. J.-M. G. Le Clézio, L'Africain, éd.coucou
12. Pierre Leroux, Cher éditeur, éd. Albin Michel.
13. Valérie Mréjen, Eau sauvage
14. Irène Némirovsky, Suite française
15. Amélie Nothomb, Biographie de la faim, éd. Albin Michel.
16. Olivier Rolin, Suite à l'hôtel Crystal.
17. Jean-Christophe Rufin, Globalia, éd. Gallimard, en Folio,  (ISBN 2070309185).
18. Romain Sardou, L'Eclat de Dieu, éd. XO.
19. Marcelle Sauvageot (1900-1934), Laissez-moi, éd. Phébus, 128 pages.
20. Fred Vargas, Sous les vents de Neptune, éd. Viviane Hamy.
21. Anne Wiazemsky, Je m'appelle Élisabeth.
22. Alain Damasio, La Horde du Contrevent, éd. La Volte.
23. Fatou Diomé, Le ventre de l'Atlantique

#### Romans traduits
1. Metin Arditi (suisse), Victoria-Hall, éd. Pauvert
2. Paul Auster (américain), La Nuit de l'oracle, éd. Actes Sud
3. Dan Brown (américain), Da Vinci Code, éd. Lattès
4. Mary Higgins Clark (américain), La nuit est mon royaume, éd. Albin Michel
5. Michael Connelly (américain), Los Angeles River, éd Le Seuil
6. Helen Dunmore (anglaise), Mourning ruby
7. Terry Goodkind (américain), L'Épée de vérité 3 : Le Sang de la déchirure, éd. Bragelonne (éd. US 1996).
8. Jim Harrison (américain), De Marquette à Veracruz, éd. Christian Bourgois
9. John le Carré (britannique), Une amitié absolue, éd. Seuil
10. Megan Lindholm (américaine), Le Dieu dans l'ombre, traduit par Claudine Richetin, éd. Télémaque, octobre, 428 pages. Le retour du dieu Pan.
11. Margaret Mazzantini (italienne), Écoute-moi, éd. Robert Laffont, 325 pages.
12. Kem Nunn (américain), Le Sabot du diable, éd. Gallimard.
13. Yōko Ogawa (japonaise), Tristes revanches, traduit par R-M Makino-Fayolle, éd. Actes Sud, juin, 230 pages.
14. Philip Roth (américain), La Bête qui meurt, éd. Gallimard
15. Youval Shimoni (israélien), Tiroirs (second roman), traduit par Ziva Avran Kazinitz et Arlette Pierrot, éd. Métropolis, octobre, 674 pages.
16. Oscar Van den Boogaard (néerlandais), Pollen, traduit par Marie Hooghe, éd. Sabine Wespieser, octobre, 386 pages,  (ISBN 2848050276).
17. Josef Winkler (autrichien), Sur la rive du Gange, traduit par Éric Dortu, éd. Verdier.
18. Penelope Lively (britannique), La Photographie [ The Photograph ], trad. de Anne-Cécile Padoux, Paris, Mercure de France, coll. « Bibliothèque étrangère », 275 p.  (ISBN 2-7152-2398-6)[2]

#### Livres pour la jeunesse
1. Bernard Friot, Histoires pressées, éd. Milan Poche Jeunesse, juin, 108 pages,  (ISBN 2841139107).
2. Jean-Claude Mourlevat et Beatrice Alemagna (illustrations), La Troisième Vengeance de Robert Poutifard, éd. Gallimard, coll. « Hors-piste », 168 pages,  (ISBN 2070569896).
3. Hermann Schulz, Sur le fleuve, éd. L'École des loisirs, février, 135 pages,  (ISBN 2211055508).

### Romans publiés à l'étranger

#### Italie
1. Silvana De Mari, L'ultimo elfo (Le Dernier Elfe), Coll. Gl'Istrici, éd. Salani, 308 pages,  (ISBN 978-8-88451-805-7)

### Théâtre
- Michèle Venard, Présence de Jean Gillibert, éd. L'Harmattan. Essai sur l'homme de théâtre, médecin, psychiatre et psychanalyste.
- Yasmina Reza, Une pièce espagnole

## Prix littéraires
Création du concours de la Nouvelle George Sand.

## Décès
- 29 janvier : Janet Frame, écrivaine néo-zélandaise (° 28 août 1924).
- 24 septembre : Françoise Sagan, écrivain français (° 21 juin 1935).
- 17 août : Thea Astley, romancière australienne (° 25 août 1925).
- 1er novembre : A.D.G. (Alain Fournier, dit Camille), journaliste et romancier français (° 19 décembre 1947)
- 16 novembre : Yves Berger, écrivain et éditeur français (° 14 janvier 1931)